# Chikaishi Teppei
Chikaishi Teppei (sinh ngày 31 tháng 1 năm 1989) là một cầu thủ bóng đá người Nhật Bản.

## Sự nghiệp câu lạc bộ
Chikaishi Teppei hiện đang chơi cho Vanraure Hachinohe.